# 哈法镇战役
哈法镇战役是叙利亚政府军与叙利亚自由军（FSA）在拉塔基亚省哈法镇（Al-Haffah）周边地区进行的战役。这场战役使得反对派武装被逐出哈法镇。

## 背景
哈法镇是一座以逊尼派穆斯林为主的城镇，位于叙利亚地中海沿岸山脉的山脚之下。叙利亚地中海沿岸地区是亲政府的叙利亚阿拉维派的核心地带。该镇的战略地位在于它靠近拉塔基亚港以及土叙边境。土叙边境被视为是反对派武装偷运补给和人员的重要路线。

## 战役经过

### 反对派武装攻占哈法镇
这场战役开始于2012年6月5日，当时大批FSA武装分子集合起来袭击并占领了该镇的警察局。不久之后，叙利亚政府军包围了该镇并开始发动攻势。反对派武装声称在战斗中有至少5辆政府军坦克和装甲车被击毁。战斗还在附近的Bakas、Shirqaq、Babna、Al-Jankil和Al-Dafil等村庄爆发。在第一天的战斗中有33人丧生，其中22人为政府军，9人为反对派武装，还有2名平民。

### 政府军的反攻
战斗持续到了第二天。政府军对Shirqaq村进行炮击，并继续进攻哈法镇。在战斗中政府军还动用了坦克和直升机。直升机向疑似反对派据点进行扫射。在第二天的战斗中，有7人在政府军的炮击中丧生，其中有1人为反对派武装分子。到了6月7日，部分反对派武装在猛烈的直升机火力之下被迫从哈法镇撤往al-Gheba地区，但并没有释放手上的战俘，还劫持了多名警官，并夷平了当地的警察局和秘密警察办公室。
在6月10日，政府军的援兵抵达当地，而政府军继续对哈法镇及其周边的村庄进行炮轰。大部分镇内的武装分子撤往了哈法镇周边的山区，并开始固守在当地。第二天，美国政府表达了对叙利亚政府可能计划在哈法镇开展新的大屠杀行动的担心，而当地的战斗已经导致68名政府军、23名反对派武装和29名平民丧生。该镇仍在继续遭受政府军的炮击。同一天，FSA报道称他们已经将平民从该镇中心地区撤出以保护他们。但是即使是小镇外围最终也遭到了政府军的炮击。

### 政府军重新夺回该镇
6月12日，政府军重新夺回了哈法镇。镇内残余的200名FSA武装分子冒着政府军的猛烈炮火撤出了该镇。据报道部分反对派武装撤往了土耳其。FSA称这次撤退是战术性的撤退，以避免更多的平民丧生。反对派武装声称政府军对哈法镇地区的猛烈炮击导致该地区基础设施严重损毁，并使得该镇缺乏饮用水和电力。此外。FSA的声明还指出反对派武装撤出该镇及其周边地区是为了避免另一场屠杀的发生，并且据报道FSA武装分子接到命令，要求他们将伤员和死者撤出该镇，其中也包括妇女和儿童。

## 后续事件
在战斗之后，联合国监察员进入了这座被废弃的小镇，他们直观地体会到内战所带来的“死亡的气息”。联合国观察员发现这个小镇已经完全被废弃了，街上有很多被烧为残骸的车辆，并且至少看见了一具焦尸。